# Cociuba Mică
Cociuba Mică – wieś w Rumunii, w okręgu Bihor, w gminie Pietroasa. W 2011 roku liczyła 518 mieszkańców.